# Aonla, Uttar Pradesh
Aonla là một thành phố và là nơi đặt ban đô thị (municipal board) của quận Bareilly thuộc bang Uttar Pradesh, Ấn Độ.

## Địa lý
Aonla có vị trí 28°17′B 79°09′Đ / 28,28°B 79,15°Đ Nó có độ cao trung bình là 167 mét (547 feet).

## Nhân khẩu
Theo điều tra dân số năm 2001 của Ấn Độ, Aonla có dân số 45.263 người. Phái nam chiếm 52% tổng số dân và phái nữ chiếm 48%. Aonla có tỷ lệ 41% biết đọc biết viết, thấp hơn tỷ lệ trung bình toàn quốc là 59,5%: tỷ lệ cho phái nam là 48%, và tỷ lệ cho phái nữ là 34%. Tại Aonla, 18% dân số nhỏ hơn 6 tuổi.